# Лидс
Лидс (англ. Leeds [ˈliːdz]) — город в Йоркшире, на реке Эр; третий по величине город Великобритании; 757,7 тыс. жителей, проживающих внутри городской черты (по результатам переписи 2001 года), общее количество жителей в конурбации Уэст-Йоркшира составляет более двух миллионов человек. Название «Лидс» применяется как по отношению к историческому центру города, так и к более широкому образованию, которое включает в себя небольшие города Отли и Уэтерби. Через город проходит крупнейшая автомагистраль Великобритании — A1.

## География
Лидс расположен на реке Эр в Уэст-Йоркшире на расстоянии примерно 30 миль (48 км) к северо-востоку от Манчестера. Площадь метрополитенского района Лидса составляет 552 км². Собственная муниципальная территория Лидса и территория метрополитенского района включают города и посёлки Морли, Падси, Норсфорт, Гарфорт, Киппакс и Ротуэлл.
Лидс соединяет с Лондоном автотрасса M1. В Лидсе она пересекается с другой автомагистралью — M62, соединяющей Ливерпуль и Манчестер с Кингстон-апон-Халлом. К северо-западу от города, в Йидоне, располагается международный аэропорт Лидс-Брадфорд.

## История
Первые следы человеческого пребывания в районе современного Лидса относятся к мезолиту; в нескольких милях восточнее Лидса, в Торп-Стейплтоне, обнаружены человеческие кости, датируемые этим временем. Артефакты бронзового века найдены в городских районах Раундхей, Ханслет и Тиншилл. Позже в этих же местах, на холмах к северу от долины, возникли кельтские поселения железного века. С приходом римлян в месте, где ныне расположен район Лидса Эйдел, был построен римский форт Бургодунум.
Письменных свидетельств, относящихся к Лидсу, не существует в течение 300 лет после ухода римлян из Британии. Около 730 года в «Церковной истории народа англов» Беды Достопочтенного упоминается Loidis как топоним, относящийся к современному Лидсу и его окрестностям. В этом районе, как указывает Беда, был убит в битве при Винведе король-язычник Пенда.
Лидс был упомянут в 1086 году в списке «Книги страшного суда». В 1152 году монахи-цистерцианцы основали Киркстальское аббатство, развалины которого к настоящему времени относятся к лучше всего сохранвшимся в Европе. От основанного чуть позже в деревне Ньюсэм монастыря тамплиеров, напротив, не сохранилось ничего, кроме названия Темпл-Ньюсэм. В 1207 году Лидс получил статус рыночного города.
В 1640-е годы Лидс сначала стал местом боёв между роялистами и войсками Парламента, а затем пострадал от эпидемии бубонной чумы, с марта по декабрь 1645 года унесшей жизни более 1300 горожан. С началом промышленной революции в Англии город пережил подъём: население выросло с 10 тысяч в конце XVII века до 30 тысяч под конец XVIII века, достигнув 150 тысяч в 1840 году. Одной из причин такого бурного роста явилось то, что Лидс оказался центром транспортного сообщения в Северной Англии. Развитие транспортной сети сопровождалось организацией навигации на реке Айр в 1699 году (обеспечившего связь с континентальной Европой), постройкой в 1774—1816 годах канала Лидс — Ливерпуль (связь с Западным побережьем Великобритании) и железной дороги в 1848 году. В девятнадцатом веке до половины английского экспорта проходило через Лидс.
Помимо традиционного шерстяного и текстильного производства в Лидсе в этот период развиваются машиностроение для текстильной промышленности, производство красителей, а также производство паровых машин. В добывающей промышленности наиболее значимой была добыча угля: в 1758 году первая в мире рельсовая дорога (сначала на деревянных путях) соединила центр Лидса с угледобывающим районом на юге от города. Экономическое развитие в конце XIX — начале XX века привело к появлению в Лидсе первых значимых культурных заведений, таких как Университет Лидса и Лидский университет Беккета, основанный 1824 году как Институт механики Лидса. После того, как в город в 1848 году была проведена железная дорога, Лидс стал одним из главных центров паровозостроения, а в конце XIX века получило значительное развитие производство готового платья, основу рабочей силы на котором составляли еврейские иммигранты.
После окончания Второй мировой войны произошло значительное падение производства в тех областях, которые обеспечили Лидсу подъём в восемнадцатом и девятнадцатом веках. К 1951 году половина экономически активного населения была занята в машиностроении, к 1971 это число сократилось до одной трети. К настоящему времени лишь 10 % населения занята в промышленном производстве.
В 1980-е годы правительство консерваторов провело реорганизацию управления крупными городами и выделило деньги для обеспечения процесса восстановления в отстающих районах, в первую очередь на Севере Англии. Эта программа привела к росту частных инвестиций и значительному строительству в центральной и южной частях Лидса. В частности, в 2006 году началось строительство небоскреба La Lumiere, который должен стать самым высотным зданием в Великобритании за пределами Лондона. Упадок промышленного производства в результате был скомпенсирован развитием пост-индустриальной экономики. В 1990-е годы Лидс превратился во второй после Лондона центр финансовой и юридической деятельности в Англии.

## Демография
Население метрополитенского района Лидса в 2011 году превышало 750 тысяч человек, что делало его крупнейшим городом Йоркшира. Население городской части метрополитенского района в том же году составляло около 475 тысяч человек.
| Население                   | 183 015 | 222 189 | 249 992 | 311 197 | 372 402 | 433 607 | 503 493 | 552 479 | 606 250 | 625 854 | 646 119 | 668 667 | 692 003 | 715 260 | 739 401 | 696 732 | 716 760 | 715 404 | 751 500 |
| % изменений                 | —       | +21,40  | +12,51  | +24,48  | +19,67  | +16,44  | +16,12  | +9,73   | +9,73   | +3,23   | +3,24   | +3,49   | +3,49   | +3,36   | +3,38   | −5,77   | +2,87   | −0,19   | +5,05   |
| Источник: Vision of Britain |         |         |         |         |         |         |         |         |         |         |         |         |         |         |         |         |         |         |         |

| Перепись 2001                            | Лидс (город) | Лидс (округ) | Агломерация Западный Йоркшир | Англия     |
| ---------------------------------------- | ------------ | ------------ | ---------------------------- | ---------- |
| Население                                | 443 247      | 715 402      | 1 499 465                    | 49 138 831 |
| Белые                                    | 88,4 %       | 91,9 %       | 85,5 %                       | 90,9 %     |
| Азиаты                                   | 6,4 %        | 4,5 %        | 11,2 %                       | 4,6 %      |
| Африканцы                                | 2,2 %        | 1,4 %        | 1,3 %                        | 2,3 %      |
| Источник: Office for National Statistics |              |              |                              |            |

## Культура

### Музеи
В Лидсе находится коллекция британской Королевской оружейной палаты, которая была перевезена в Лидс в 1996 из лондонского Тауэра. Другими достопримечательностями являются Киркстальское аббатство, Хэрвуд-хаус, Темпл Ньюсэм Хаус (англ.), Медицинский музей Таккерея (англ.), а также одна из крупнейших в Великобритании оранжерей Тропический мир (англ.). С Лидсом была связана жизнь и деятельность скульптора Генри Мура, в связи с чем большая коллекция его скульптур представлены в Художественной галерее Лидса и Йоркширском музее скульптуры (англ.). Городская галерея Лидса также содержит крупнейшее собрание работ художника, уроженца города, Эткинсона Гримшоу.

### Исторические здания

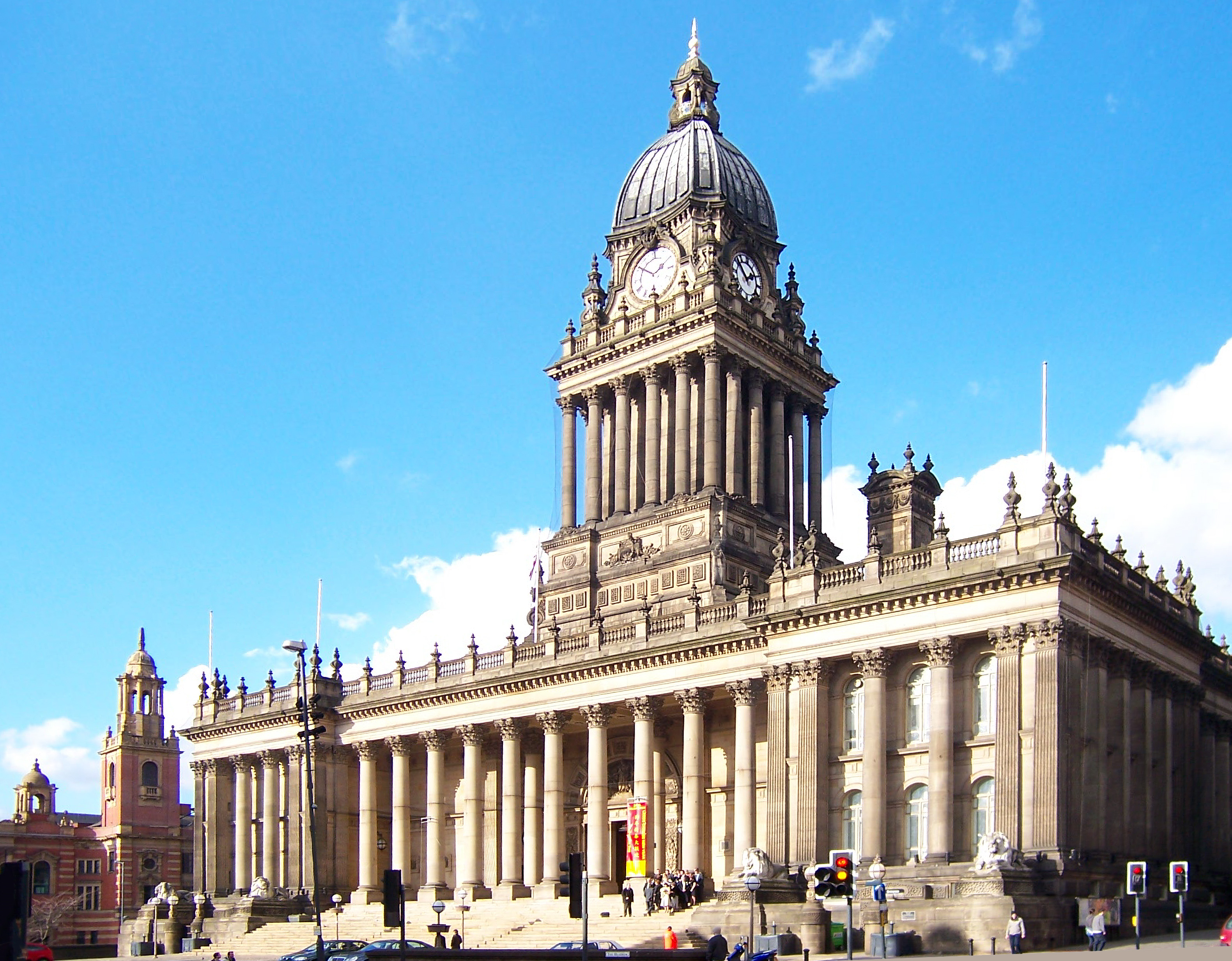
Старая Лидсская ратуша

В Лидсе находится ряд памятников архитектуры. К ним, в частности, относятся два здания, построенных по проектам архитектора Катберта Бродика: Лидсская хлебная биржа (1864), которую Британская энциклопедия называет «шедевром викторианской архитектуры», и историческая Лидсская ратуша (1858), построенная с посвящением королеве Виктории и в настоящее время преимущественно используемая как место проведения концертов и представлений (органы городского самоуправления в 1933 году переместились в новую ратушу). Во 2-й половине XIX века построены Большой оперный театр Лидса (открыт в 1878 году) и Городское варьете (открыто в 1865 году). В лидсском варьете в разные годы выступали Чарли Чаплин, Лилли Лэнгтри и Гарри Гудини, а с 1953 по 1983 год снималась развлекательная программа Би-би-си «Добрые старые времена» (англ. The Good Old Days).
Среди более чем 200 парков и скверов Лидса выделяется территория площадью около 1500 акров, спроектированная в XVIII веке ландшафтным архитектором Ланселотом Брауном. Эта территория, включающая лесопосадки, сельскохозяйственные земли и парковые зоны, окружает особняк Темл-Ньюсэм, построенный в 1500—1520 годах в тюдоровско-якобитском стиле и ставший местом рождения Генри Стюарта, лорда Дарнли — мужа Марии Стюарт и отца будущего короля Англии и Шотландии Якова I.

### Музыкальные события
Более ста лет (с 1858 по 1985 гг.) в Лидсе раз в три года проходил Международный музыкальный фестиваль классической музыки (англ. Leeds Triennial Musical Festival), один из наиболее значительных в мире.
В Лидсе состоялось рождение британской рок-группы «The Notting Hillbillies»: первое их выступление прошло в пабе «Grove pub in Holbeck» 31 мая 1986 года. Среди других заметных рок-коллективов, появившихся в Лидсе, Британская энциклопедия перечисляет Gang of Four, The Mekons, The Wedding Present, Chumbawamba и Kaiser Chiefs.
В начале семидесятых муниципалитет города Лидса выпустил закон, ограничивающий максимальный уровень громкости на концертах — 96 децибел. Связано это было с тем, что большинство рок-групп того времени (в частности Black Sabbath) на концертах были слишком громки.

### Образование
В Лидсе действуют три университета:
- Университет Лидса (англ. University of Leeds), основанный в 1904 году;
- Городской университет Лидса (англ. Leeds Metropolitan University), основанный в 1970 году как Лидсский политехнический институт на основе ряда учебных заведений, существующих с XVIII века, и получивший статус университета в 1992 году;
- и Университет Тринити (англ. Leeds Trinity University), образованный в 1980 году после слияния двух католических колледжей — Лидс-Тринити и Всех Святых — и получивший статус университета в 2012 году[3].

Старейшей школой Лидса является Leeds Grammar School, основанная в 1552 году.

## Спорт
«Лидс Юнайтед» (англ. Leeds United) — знаменитая футбольная команда, основанная в 1919 году. В конце 1960-х — начале 1970-х годов они два раза выиграли высший дивизион чемпионата Англии и европейские кубки, но в результате финансового краха в начале 2000-х оказались во втором эшелоне английского чемпионата, вернувшись в элиту английского футбола лишь в 2020 году. Ранее в Лидсе существовал футбольный клуб «Лидс Сити».
Другая команда из Лидса, «Leeds Rhinos», в 1994 году выиграла британский чемпионат по регби.
Лидс также знаменит стадионом для матчей в крикет в Хэдингли.

## Города-побратимы
- Брашов, Румыния[10]
- Брно, Чехия (1991)[11][12][…]
- Дортмунд, Германия (1949)[11][13]
- Зиген, Германия (16 июля 1966)[11][14]
- Коломбо, Шри-Ланка
- Лилль, Франция (1968)[11]
- Луисвилл, США (24 марта 2006)

## Интересные факты
- В городе Лидс изобретателем Луи Лепренсом были отсняты первые в истории кинематографа короткометражные ролики[15].
- С Лидсом и его окрестностями связано разведение двух пород собак: йоркширского терьера, изначально выведенного шахтерами для охоты на крыс, и эрдельтерьера, названного по долине реки Айр (Эр).
- В 1884 году Михаил Маркс (эмигрант из Слонима) открыл палатку на городском рынке Лидса, которая положила начало торговой империи Marks & Spencer[16].
- В 1962 году инженер Денис Фишер из расположенной в Лидс семейной фирмы King Fisher Engineering изобрёл детскую игрушку «спирограф», которая была признана лучшей обучающей игрушкой мира на протяжении четырёх лет подряд (1965—1969).
- Лидс известен официально установленной зоной красных фонарей в районе Холбек. После неудачной борьбы с проституцией власти легализовали древнюю профессию в период времени с 7 вечера до 7 утра[значимость факта?]. БиБиСи сняли 13-часовой документальный фильм о представителях древнейшей профессии в Лидс[источник не указан 2104 дня].